# Silke Vanwynsberghe
Silke Vanwynsberghe, née le 25 avril 1997 en Belgique, est une joueuse de football internationale belge.

## Biographie
En mai 2017, elle remporte la Coupe de Belgique avec l'AA Gand Ladies, en battant le RSC Anderlecht en finale. Par la suite, en avril 2019, elle remporte de nouveau la Coupe de Belgique, en s'imposant contre le Standard de Liège en finale.

## Palmarès
- Vainqueur de la Coupe de Belgique en 2017 et 2019 avec l'AA Gand Ladies

 Équipe de Belgique
- Pinatar Cup (1) :
  - Vainqueur : 2022.